# Diözesanpriester

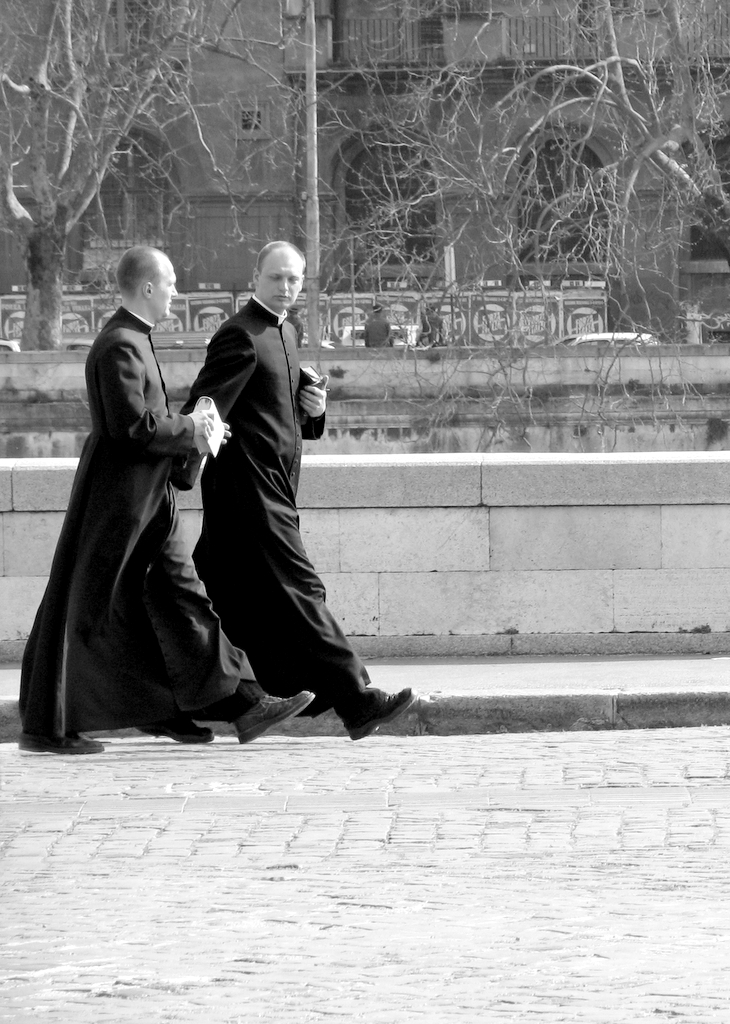
Priester in Rom

Diözesanpriester, auch Weltpriester oder Säkularkleriker (veraltet auch Leutpriester oder Laienpriester) genannt, ist in der römisch-katholischen Kirche ein Priester, der in einem Bistum inkardiniert ist und damit dessen Klerus angehört (Weltklerus, Diözesanklerus). Im Unterschied dazu sind Ordenspriester in ihrer Gemeinschaft inkardiniert, leben nach den evangelischen Räten und der Regel oder den Konstitutionen ihrer Gemeinschaft und sind ihrem Ordensoberen unterstellt.
Diözesanpriester sind vorrangig in der Seelsorge in den Gemeinden der Diözese oder in Sonderaufgaben tätig. Sie erfüllen damit in der Regel die klassischen Aufgaben des Klerus, das Volk Gottes zu lehren, zu führen und die Sakramente zu spenden. Die in einer Diözese tätigen Priester sind jedoch nicht zwangsläufig alle dort inkardiniert. Es gibt auch Ordenspriester oder Priester anderer Diözesen, die von ihrem Oberen oder ihrem Diözesanbischof mit dem Dienst in einem anderen Bistum beauftragt wurden.
Alle Priester der römisch-katholischen Kirche unterstehen einem Oberen. Im Fall des Diözesanpriesters ist dies der Ortsbischof. Der Priester verspricht Ehelosigkeit und Gehorsam und Ehrfurcht gegenüber dem Bischof. Den Lebensunterhalt bezieht er von seinem Bischof, der auch den Einsatz des Priesters bestimmt.
Diözesanpriester unterscheiden sich von Ordenspriestern. Beide haben das Weihesakrament empfangen, der Ordenspriester gelobt jedoch ein Leben nach den evangelischen Räten (Armut, ehelose Keuschheit und Gehorsam), lebt nach einer Ordensregel und untersteht einem Ordensoberen. Die Angehörigen einer Ordensgemeinschaft tragen teilweise einen Habit und unterscheiden sich damit äußerlich von Diözesanpriestern. Auch die Diözesanpriester sind jedoch kirchenrechtlich verpflichtet, durch „geziemende kirchliche Kleidung“ als Priester erkennbar zu sein (284  CIC).

## Bezeichnung und Anrede
Diözesanpriester werden in der Regel mit einer Abkürzung oder besonderen Bezeichnung vor ihrem Namen genannt, es sei denn, der Priester hat einen höheren Titel (z. B. Monsignore, Prälat oder Domkapitular). Die Bezeichnung „Pater“ (P.) ist im Lateinischen und Deutschen einem Priester vorbehalten, der einer Ordensgemeinschaft angehört. 
Die traditionelle Höflichkeitsanrede des Priesters ist Reverendus Dominus, abgekürzt R. D., im Deutschen „Hochwürdiger Herr“ (H. H.), im Englischen The Reverend. In Deutschland wird im alltäglichen Umgang zunehmend ganz auf Titel verzichtet. Die traditionelle Anrede des Priesters als „Hochwürden“ gilt als altertümlich und kommt allenfalls in historischen Dokumenten vor, während sie im Englischen als „Reverend“ noch lebendig ist.
Im Italienischen schreiben die Priester „don“ vor ihren Namen, was auf Italienisch „Vater“ bedeutet, es sei denn, sie haben einen höheren Titel. Im Französischen lautet die Bezeichnung „père“. In der Tschechischen Republik begegnet uns die Abkürzung P. oder R. D. Ein Diözesanpriester wird mit „Vater“ angesprochen.